# Bodești, Neamț
Bodești (în trecut, Bodeștii de Sus) este satul de reședință al comunei cu același nume din județul Neamț, Moldova, România.